# 板橋警察署
板橋警察署（いたばしけいさつしょ）は、日本の東京都にある警視庁が管轄する警察署の一つである。第十方面本部所属。署員数およそ380名の大規模警察署であり、署長は警視正。
板橋区の東南部を管轄している。
識別章所属表示はRD。

## 所在地
- 東京都板橋区板橋二丁目60番13号
  - 最寄駅：東京都交通局地下鉄三田線板橋区役所前駅

## 管轄区域
板橋区のうち、以下の町丁の全域を管轄。
- 板橋一・二・三・四丁目
- 加賀一・二丁目
- 熊野町
- 大山金井町
- 大山町
- 大山西町
- 幸町
- 南町
- 中丸町
- 稲荷台
- 仲宿
- 氷川町
- 栄町
- 中板橋
- 仲町
- 弥生町
- 大山東町

- 南常盤台一・二丁目
- 東山町
- 東新町一・二丁目
- 大谷口一・二丁目
- 大谷口上町
- 大谷口北町
- 向原一・二・三丁目
- 小茂根一・二・三・四・五丁目
- 桜川一・二・三丁目
- 上板橋一・二・三丁目
- 常盤台一・二・三・四丁目
- 本町
- 大和町
- 双葉町
- 富士見町

## 沿革
- 1874年（明治7年）1月29日：第九大区四、五小巡査屯所開設。
- 1875年（明治8年）5月1日：第四分庁第七署に改称。
- 1881年（明治14年）1月14日：板橋警察署開設。
- 1919年（大正8年）6月11日：王子警察署および巣鴨警察署、本署より分離開設。
- 1937年（昭和12年）12月13日：練馬警察署、本署より分離開設。
- 1946年（昭和21年）3月15日：志村警察署、本署より分離開設。

## 組織
- 警務課
- 会計課
- 交通課
- 警備課
- 地域課
- 刑事組織犯罪対策課
- 生活安全課

## 交番
- 平尾交番（板橋区板橋一丁目42番7号）
- 板橋本町交番（板橋区本町25番11号）
- 熊野町交番（板橋区熊野町11番9号）
- 大山町交番（板橋区大山町52番15号）
- 中板橋交番（板橋区弥生町33番2号）
- 常盤台交番（板橋区常盤台一丁目43番1号）
- 大谷口交番（板橋区大谷口一丁目4番9号）
- 東山町交番（板橋区東山町48番4号）
- 富士見交番（板橋区富士見町20番22号）
- 上板橋駅前交番（板橋区常盤台四丁目32番2号）
- 茂呂交番（板橋区小茂根四丁目7番1号）
- 養育院前交番（板橋区栄町35番3号）
- 加賀交番（板橋区加賀一丁目10番4号）

## 駐在所
- 桜川三丁目駐在所（板橋区桜川三丁目3番7号）

## 地域安全センター
- 向原地域安全センター（板橋区向原一丁目4番14号）2007年（平成19年）4月1日に向原交番から転換。

## 事案
年齢や階級は、事案発生時のものである。
- 2007年（平成19年）2月6日、東武東上線ときわ台駅で線路に進入した女性を制止しようとして、同駅付近の常盤台交番に勤務していた宮本邦彦巡査部長（死後、警部へ二階級特進）が電車に接触[1]。同12日に死亡した[2]。

- 2008年（平成20年）5月19日午後1時40分頃、板橋署庁舎5階より53歳の男性巡査部長が転落。状況などから自殺の可能性が高いとみられている。
- 2016年（平成28年）11月30日早朝、東武東上線踏切内にいた60歳代の男性を当署交番勤務の巡査長が人命救助。男性や巡査長にケガはなし。翌年2月、巡査長に警視総監賞が贈られた[3]。
- 2017年（平成29年）4月26日、前日に板橋駅で痴漢を咎められ、線路に降りて逃走した男を痴漢（東京都迷惑防止条例違反）容疑で逮捕した[4]。痴漢は現行犯でないと検挙できないと言われている[5]中、後日検挙されるケースは珍しく、都内ではこの年、この事件以前に7回、痴漢を行った男が線路に逃走しているが、検挙されたのはこれが初めてである[4]。

## 主な未解決事件
- 小茂根五丁目アパート内強盗殺人事件[6]
- 板橋資産家夫婦放火殺人事件